# TCR South America Touring Car Championship 2023

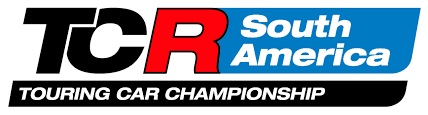
Logo Ufficiale

La stagione 2023 del TCR South America Touring Car Championship è la terza edizione del campionato cadetto della TCR World Tour. È iniziata il 25 marzo ad Alta Gracia e terminerà il 3 dicembre a Brasilia. 

## Scuderie e piloti
| Scuderia              | Vettura                     | #  | Pilota              | Gare |     | Copilota | Gare |
| --------------------- | --------------------------- | -- | ------------------- | ---- | --- | -------- | ---- |
| PMO Motorsport        | Lynk & Co 03 TCR            | 1  | Fabricio Pezzini    | 1-   | TBA | TBA      |      |
| PMO Motorsport        | Lynk & Co 03 TCR            | 8  | Rafael Suzuki       | 1-   | TBA | TBA      |      |
| PMO Motorsport        | Lynk & Co 03 TCR            | 24 | Frederick Balbi     | 1-   | TBA | TBA      |      |
| PMO Motorsport        | Lynk & Co 03 TCR            | 27 | Walter Hernández    | 1-   | TBA | TBA      |      |
| PMO Racing            | Peugeot 308 TCR             | 7  | Juan Pablo Bessone  | 1-   | TBA | TBA      |      |
| PMO Racing            | Peugeot 308 TCR             | 20 | Pablo Otero         | 1-   | TBA | TBA      |      |
| PMO Racing            | Peugeot 308 TCR             | 37 | Guilherme Reischl   | 1-   | TBA | TBA      |      |
| PMO Racing            | Peugeot 308 TCR             | 55 | Diego Gutiérrez     | 1-   | TBA | TBA      |      |
| Paladini Racing       | Toyota Corolla GR-Sport TCR | 2  | Juan Ángel Rosso    | 1-   | TBA | TBA      |      |
| Paladini Racing       | Toyota Corolla GR-Sport TCR | 5  | Fabián Yannantuoni  | 1-   | TBA | TBA      |      |
| Cobra Racing Team     | Toyota Corolla GR-Sport TCR | 10 | Adalberto Baptista  | 1-   | TBA | TBA      |      |
| Cobra Racing Team     | Audi RS3 LMS TCR            | 70 | Diego Nunes         | 1-   | TBA | TBA      |      |
| Squadra Martino       | Honda Civic Type R TCR      | 15 | Enrique Maglione    | 1-   | TBA | TBA      |      |
| Squadra Martino       | Honda Civic Type R TCR      | 23 | Ignacio Montenegro  | 1-   | TBA | TBA      |      |
| Squadra Martino       | Honda Civic Type R TCR      | 34 | Fabio Casagrande    | 1-   | TBA | TBA      |      |
| Squadra Martino       | Honda Civic Type R TCR      | 60 | Juan Manuel Casella | 1-   | TBA | TBA      |      |
| Toyota Team Argentina | Toyota Corolla GR-Sport TCR | 17 | Bernardo Llaver     | 1-   | TBA | TBA      |      |
| Toyota Team Argentina | Toyota Corolla GR-Sport TCR | 33 | José Manuel Sapag   | 1-   | TBA | TBA      |      |
| W2 Racing             | CUPRA Leon Competición TCR  | 28 | Galid Osman         | 1-   | TBA | TBA      |      |
| W2 Racing             | CUPRA Leon Competición TCR  | 77 | Raphael Reis        | 1-   | TBA | TBA      |      |
| Scuderia Chiarelli    | Hyundai Elantra N TCR       | 43 | Pedro Cardoso       | 1-   | TBA | TBA      |      |
| Alfa Racing           | Alfa Romeo Giulietta TCR    | 69 | Gonzalo Alterio     | 1-   | TBA | TBA      |      |